# Jarosław Gruda
Jarosław Gruda (ur. 16 kwietnia 1965 w Sztabinie) – polski aktor telewizyjny i filmowy.

## Życiorys
W 1988 roku ukończył studia na wydziale aktorskim Państwowej Wyższej Szkoły Filmowej, Telewizyjnej i Teatralnej im. Leona Schillera w Łodzi. Od 1988 aktor Teatru Powszechnego w Warszawie.
Jako uczeń szkoły średniej był bramkarzem w drużynie piłki ręcznej.

## Życie prywatne
W 1988 roku poślubił Grażynę Kozłowską, z którą ma córkę Monikę (ur. 1989) oraz syna Daniela (ur. 1992). Ma wnuka Stanisława Szczypińskiego, który od 2015 roku gra rolę Szymka Chodakowskiego, syna Marcina w serialu M jak miłość.

## Filmografia
- 1985: Kronika wypadków miłosnych – Lowa, przyjaciel Witolda
- 1986: Wesele (etiuda szkolna) – obsada aktorska
- 1987: Sonata marymoncka – kierowca dyrektora Herbingera
- 1987: Ludożerca – Rupert, dowódca wojsk
- 1988: Ten bal w miarę pogodny... (widowisko telewizyjne) – obsada aktorska
- 1989: Nasz skład (spektakl telewizyjny) – chłopak
- 1989: Janka – parobek Filip
- 1990: Zakład – Warchoł
- 1990: Zabić na końcu – strajkujący robotnik
- 1990: Leśnian – kelner
- 1990: Kramarz – mężczyzna namawiający Chruścika na postawienie piwa
- 1990: Europa, Europa – żołnierz radziecki w szkole Komsomołu
- 1991: Panny i wdowy – dezerter z pruskiego wojska (odc. 3)
- 1991: Odjazd – ubek
- 1991: Dziecko szczęścia – policjant
- 1992: Pierścionek z orłem w koronie – strażnik w komitecie powiatowym PPR
- 1992: Kawalerskie życie na obczyźnie – Franciszek
- 1992: Enak – pracownik podsłuchu
- 1993: Pożegnanie z Marią – robotnik
- 1993: Kuchnia polska – strajkujący robotnik
- 1993: Kraj świata – mężczyzna czekający na cud
- 1993: Knock, czyli triumf medycyny (spektakl telewizyjny) – szofer
- 1994: Spółka rodzinna – demonstrant (odc. 5)
- 1994: Na szkle malowane (spektakl telewizyjny) – żandarm bojący
- 1994: Faustyna – brat Eustachy
- 1995: Tato – policjant
- 1995: Sukces – pracownik Marca rozprowadzający alkohol
- 1995: Pestka – policjant
- 1995: Król Momus (spektakl telewizyjny) – pastuch
- 1995: Bożena (spektakl telewizyjny) – Czesław
- 1996: Dzień wielkiej ryby – wędkarz nad rzeką
- 1996: Awantura o Basię – posłaniec ze szpitala (odc. 1)
- 1997: Sara – lekarz
- 1997: Ksiądz Marek (spektakl telewizyjny) – towarzysz
- 1997: Dziady (spektakl telewizyjny) – obsada aktorska
- 1997: Boża podszewka
  - bolszewik (odc. 5)
  - strażnik w wileńskim więzieniu (odc. 11)
- 1998: Złoto dezerterów – sołtys
- 1998: Siedlisko – Józef Kowal
- 1998: Poniedziałek – cygan
- 1998: Drzewo (spektakl telewizyjny) – kosiarz
- 1998: 13 posterunek – rosyjski terrorysta (odc. 18)
- 1999: Podróż do Moskwy (spektakl telewizyjny) – oficer NKWD
- 1999: Operacja „Koza” – pomocnik grabarza
- 1999: Miodowe lata – Wacław Pióro (odc. 20)
- 1999: Ja, Malinowski – hydraulik (odc. 15)
- 1999: Badziewiakowie
  - członek ekipy remontowej (odc. 7)
  - statysta (odc. 10)
  - murarz (odc. 17)
- Wielkie rzeczy – sprzedawca pończoch (odc. pt. Sieć)
- 2000: Strefa ciszy – śmieciarz Mieczysław
- 2000: Skarb sekretarza – Aleksander Humeniuk
- 2000: Na dobre i na złe – strażnik więzienny (odc. 30)
- 2001: Wiedźmin – Yurga
- 2001: Tam i z powrotem – milicjant wypytujący Hoffmana w sprawie Górniaka
- 2001: Przeprowadzki – chłop na drodze (odc. 8)
- 2001–2010: Plebania – Kazimierz Mulak
- 2001: Pierwszy krok w chmurach (etiuda szkolna) – obsada aktorska
- 2001: Pieniądze to nie wszystko – chłop
- 2001: Gulczas, a jak myślisz... – policjant Walczak
- 2002: Wiedźmin (serial) – Yurga
- 2002–2003: M jak miłość – Stanisław, mieszkaniec Grabiny (odc. 104, 139)
- 2002: Kasia i Tomek – pan Jan, właściciel prywatnej wypożyczalni kaset na bazarze (odc. 21, seria I, głos)
- 2002: Jest sprawa... – Aleksander Humeniuk
- 2003: Żurek – kolega Matuszaka
- 2003: Tygrysy Europy – Pachołek, chłop z Wołowic
- 2003: Sloow – Tadeusz
- 2003: Glina – tramwajarz (odc. 4)
- 2005: Na Wspólnej – taksówkarz Adam Tuszyński (odc. 381, 384)
- 2004: Wesele – wujek Ryszard
- 2004: Na dobre i na złe – Węgrzyn (odc. 174)
- 2004: Geza-Dzieciak (spektakl telewizyjny) – Karesz
- 2004: Dziupla Cezara – dostawca warzyw (odc. 11)
- 2004: Arkadia (etiuda szkolna) – ojciec
- 2005: Żywot Józefa (spektakl telewizyjny) – piekarz II / diabeł Pluto
- 2005: Zakręcone – sanitariusz (odc. 8)
- 2005: Okazja – złodziej Czerwik (odc. 4)
- 2005: Lawstorant – magazynier Ryszard Gałązka
- 2005: Juliusz Cezar (spektakl telewizyjny) – obsada aktorska
- 2005: Egzamin z życia – dyrektor liceum społecznego (odc. 17)
- 2005–2006: Daleko od noszy – pacjent (odc. 69, 71, 86-87)
- 2005: Boża podszewka II – asystent Łazurki (odc. 3)
- 2006: Serce na dłoni (etiuda szkolna) – Jarosław
- 2006: M jak miłość – Lęborek (odc. 457-458)
- 2006: Kryminalni – Józef Cynga (odc. 49)
- 2006: Komu wierzycie? (spektakl telewizyjny) – obsada aktorska
- 2006: Fałszerze – powrót Sfory – strażnik więzienny (odc. 2-3, 5)
- 2006: Fala zbrodni – Roman (odc. 51)
- 2007: Wszystko będzie dobrze – listonosz Henryk
- 2007: Tajemnica twierdzy szyfrów – radziecki sierżant spadochroniarz
- 2007: Ryś – Mocart
- 2007: Ranczo Wilkowyje – chłop
- 2007: Ranczo – Bąk (odc. 21)
- 2007: Prawo miasta – kolega Henzela (odc. 11)
- 2007: Oskarżeni. Śmierć sierżanta Karosa (spektakl telewizyjny) – chorąży Stanisław Paduch
- 2007: Mamuśki – ojciec wielodzietny (odc. 21)
- 2007: Halo Hans! – Manfred Storm (odc. 6)
- 2007: Faceci do wzięcia – Karol Wietrzyński, świadek (odc. 24)
- 2007: Dwie strony medalu – taksówkarz (odc. 45)
- 2007: Daleko od noszy – pacjent Tadeusz Półpielec, rolnik (odc. 136)
- 2008: Ojciec Mateusz – mieszkaniec Sandomierza (odc. 1, 3)
- 2009: Rodzina zastępcza – ojciec Doroty i Wojtka (odc. 312)
- 2009: Operacja Dunaj – plutonowy
- 2009: Ojciec Mateusz – pracownik Pol-Freszu (odc. 14, 18)
- 2009: Nie przynoś mi nigdy krokusów! (etiuda szkolna) – oskarżony
- 2010: Ludzie Chudego – członek ekipy realizującej film pornograficzny (odc. 9)
- 2011: Siła wyższa – monter (odc. 4)
- 2011: Instynkt – pan Kmita (odc. 6)
- 2011: Czas honoru – chłop (odc. 40)
- 2011: 1920 Bitwa warszawska – sierżant, członek komisji rekrutacyjnej
- 2012: Pokłosie – kierownik spółdzielni rolniczej
- 2013: Syberiada polska – cieśla
- 2013: Ranczo – chłop (odc. 86, 88)
- 2013: Drogówka – komendant z Częstochowy
- 2014: Udając ofiarę (etiuda szkolna) – Pieczonka
- 2015: O mnie się nie martw – ksiądz (odc. 36)
- 2015–2016: M jak miłość – kłusownik Marczak (odc. 1175, 1205, 1213, 1219, 1222)
- 2015: Komisarz Alex – Henryk Grzelak (odc. 80)
- 2015: Blondynka – opiekun alpaki (odc. 44)
- 2016: Wołyń – Lisowski
- 2016: Ojciec Mateusz – Leon Toczek, właściciel firmy bukmacherskiej (odc. 211)
- 2017: Listy do M. 3 – portier w Radiu Zet
- 2017: Lekarze na start – Maurycy, pacjent Wojewódzkiego Szpitala Specjalistycznego (odc. 24)
- 2017: Druga szansa – mężczyzna na zjeździe klasowym Zeita (odc. 2 sezon IV)
- 2018: Pitbull. Ostatni pies – strażnik służby więziennej
- od 2018: Pierwsza miłość – Edward Marciniak, mieszkaniec Wadlewa
- 2018: Kler jako mechanik Zajdel
- od 2021: Na sygnale – Zdzisław Tarapata, kierowca pogotowia,
- 2023: Znachor – Lesień
- 2024: Piep*zyć Mickiewicza – Wicedyrektor Andrzej Bobik

## Role teatralne w Teatrze Powszechnym w Warszawie
- 1990: Romeo i Julia – brat Jan; Sługa; Muzykant; Strażnik
- 1991: Klub Pickwicka – Joe
- 1993: Ferdydurke – Kołek
- 1993: Na szkle malowane – Żandarm Bojący
- 1994: Wariacje Goldbergowskie – Japhet
- 1995: Wesele – Kasper
- 1998: Trzy siostry – Włodzimierz Rode
- 2000: Wesołe kumoszki z Windsoru – Bardolf
- 2002: Biesy – Garganow
- 2003: Historie zakulisowe – Siemion
- 2004: Letnicy – Paweł Riumin
- 2007: Czarownice z Salem – Cheever
- 2007: Oskarżeni. Śmierć sierżanta Karosa (Scena Faktu Teatru Telewizji) – chorąży Stanisław Paduch

## Nagrody
- 1988: wyróżnienie za rolę Dyrektora Teatru w przedstawieniu Szkarłatna Wyspa na VI Ogólnopolskim Przeglądzie Sztuk Dramatycznych Szkół Teatralnych w Łodzi.